# Vignale
Vignale — ліквідована італійська компанія з виробництва автомобільних кузовів. Компанія Carrozzeria Alfredo Vignale заснована у 1948 році у Турині.

## Хронологія діяльності
Перший корпус на базі Fiat 500 Topolino був виготовлений у 1948 році, за ним — спеціальний Fiat 1100. Більшість замовників — італійські фірми, такі як Cisitalia, Alfa Romeo, Ferrari, Fiat, Maserati, Lancia.
У 1952 році Vignale співпрацювала з Бріггсом Каннінгемом, американським підприємцем і гонщиком, щоб спільно виготовляти Cunningham C-3. У 1968 році Vignale сконструювала кузов Tatra 613.
Vignale проектували та виготовляли власні автомобілі, як правило, малолітражні варіанти основних автомобілів моделей Fiat. В кінці 1960-х років компанія випустила 4 власних автомобіля. Це були Vignale 850, Samantha, Eveline та Vignale Gamine на базі Fiat 500.
Компанією підтримувалася тісна співпраця з Джованні Мікелотті, відомим дизайнером спортивних автомобілів.
1969 року Vignale перейшла до De Tomaso, яка вже володіла Carrozzeria Ghia. Незабаром після продажу Альфредо Віньяле загинув у автокатастрофі. 1973 року Ford придбав обидві компанії з виробництва кузовів, але бренд Vignale було закрито.

## Використання назви «Vignale» в сучасних моделях
На Женевському автосалоні 1993 року Aston Martin, який у той час належав Ford, показав концепт-кар під назвою Lagonda Vignale. Потім Форд використовував назву Vignale в концептуальному автомобілі Ford Focus Vignale, представленому на Паризькому автосалоні 2004 року, проте виробнича модель була названа як Ford Focus Coupe-Cabriolet.
У вересні 2013 року європейський підрозділ Ford оголосив про плани воскресити назву Vignale як висококласного розкішнішого під-бренду Ford. Автомобілі будуть візуально відрізнятися від звичайних моделей Ford та матимуть новий досвід обслуговування клієнтів. Також планувалося пропонувати ексклюзивні послуги, такі як безкоштовна автомийка. Першою моделлю Ford, яка отримала назву Vignale, став Ford Mondeo 2015 року випуску.
1 березня 2016 року європейський підрозділ Ford представив автомобіль Kuga Vignale Concept на автосалоні в Женеві, на якому компанія також анонсувала лінійку продуктів Vignale. Ford S-Max Vignale, Ford Edge Vignale та Ford Mondeo Vignale п'ятидверні моделі, які дебютували разом з Ford Kuga Vignale Concept, пропонують бачення майбутнього неперевершених «паркетників».

## Галерея

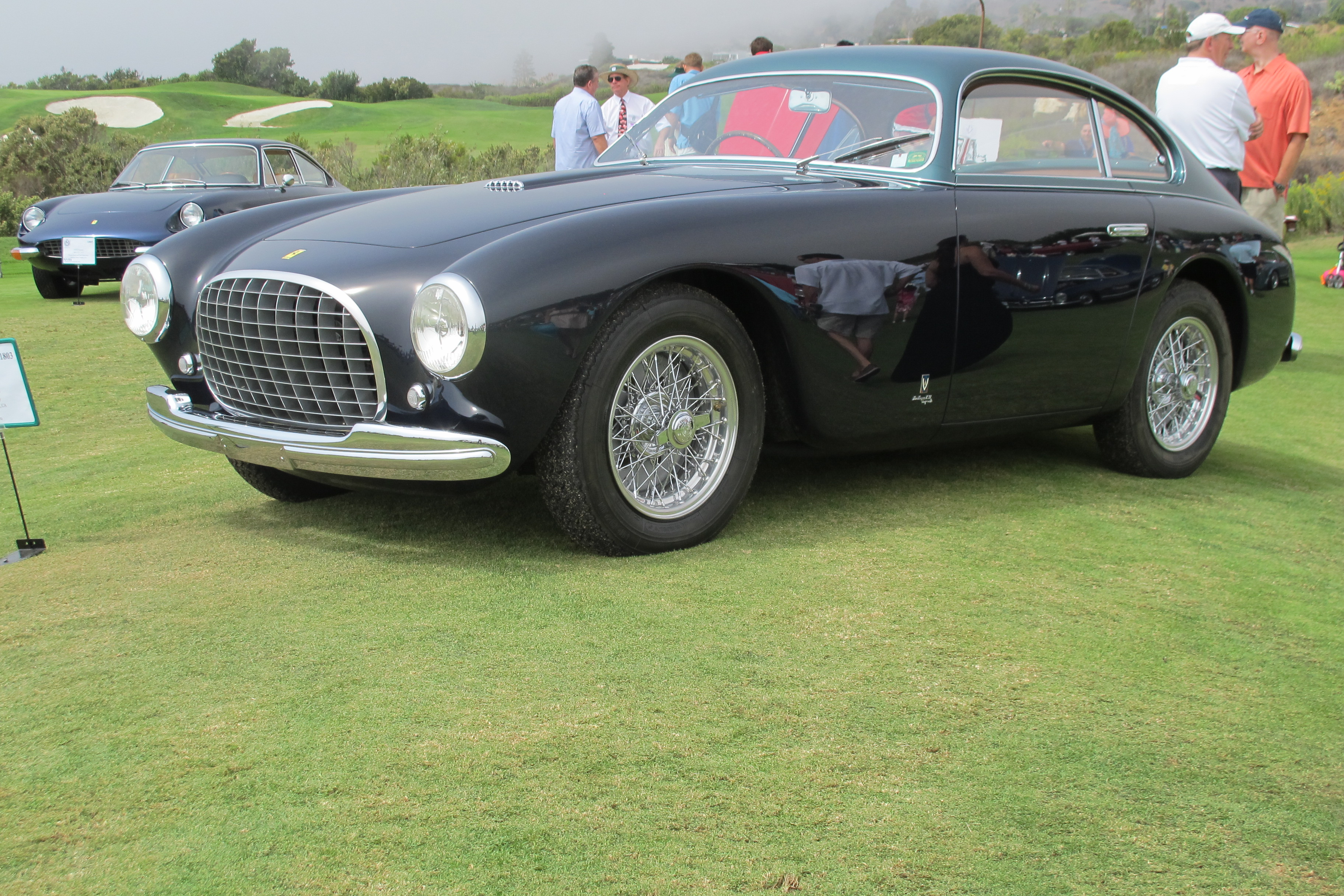
1951 Ferrari 212 Vignale coupe
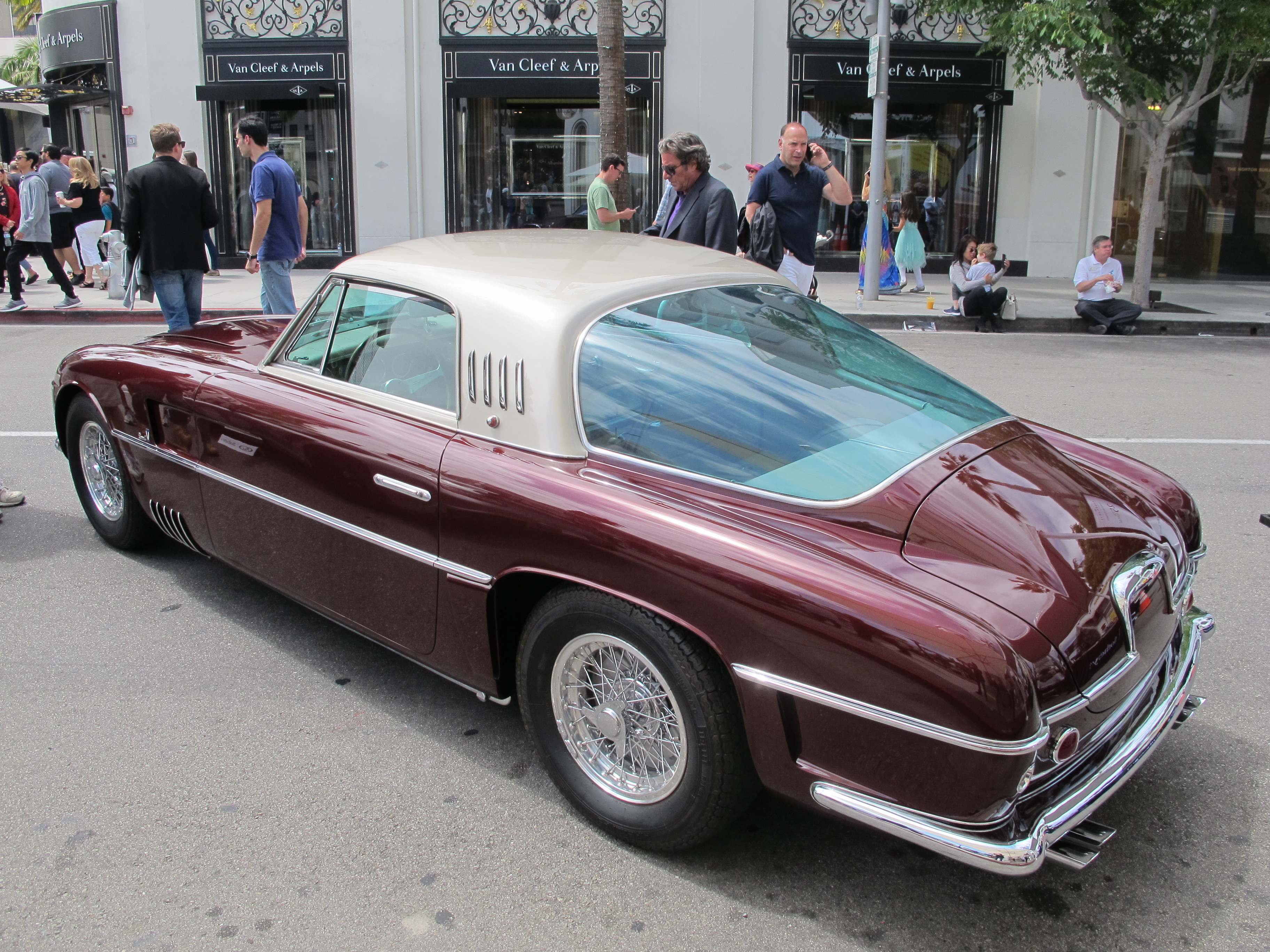
1953 Ferrari 375 America з кузовом Vignale
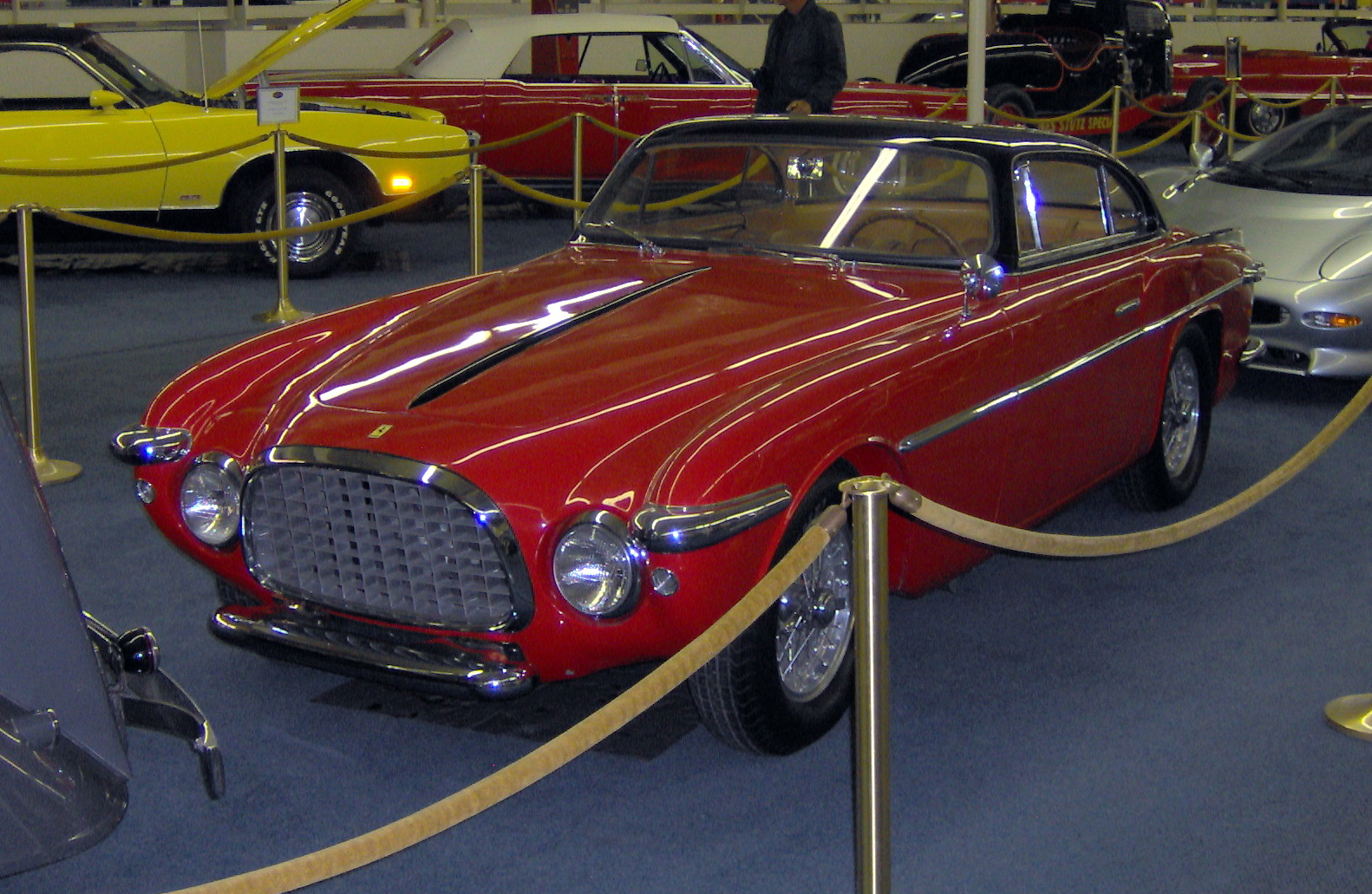
Ferrari 212 Шоу-кар Vignale 1952 року
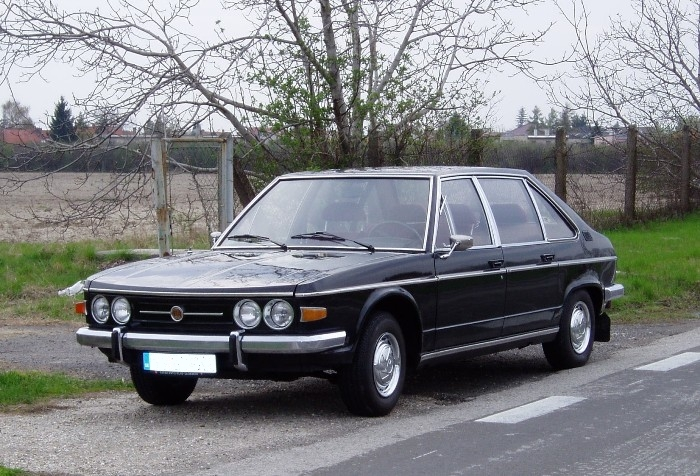
Tatra 613 розроблена Vignale
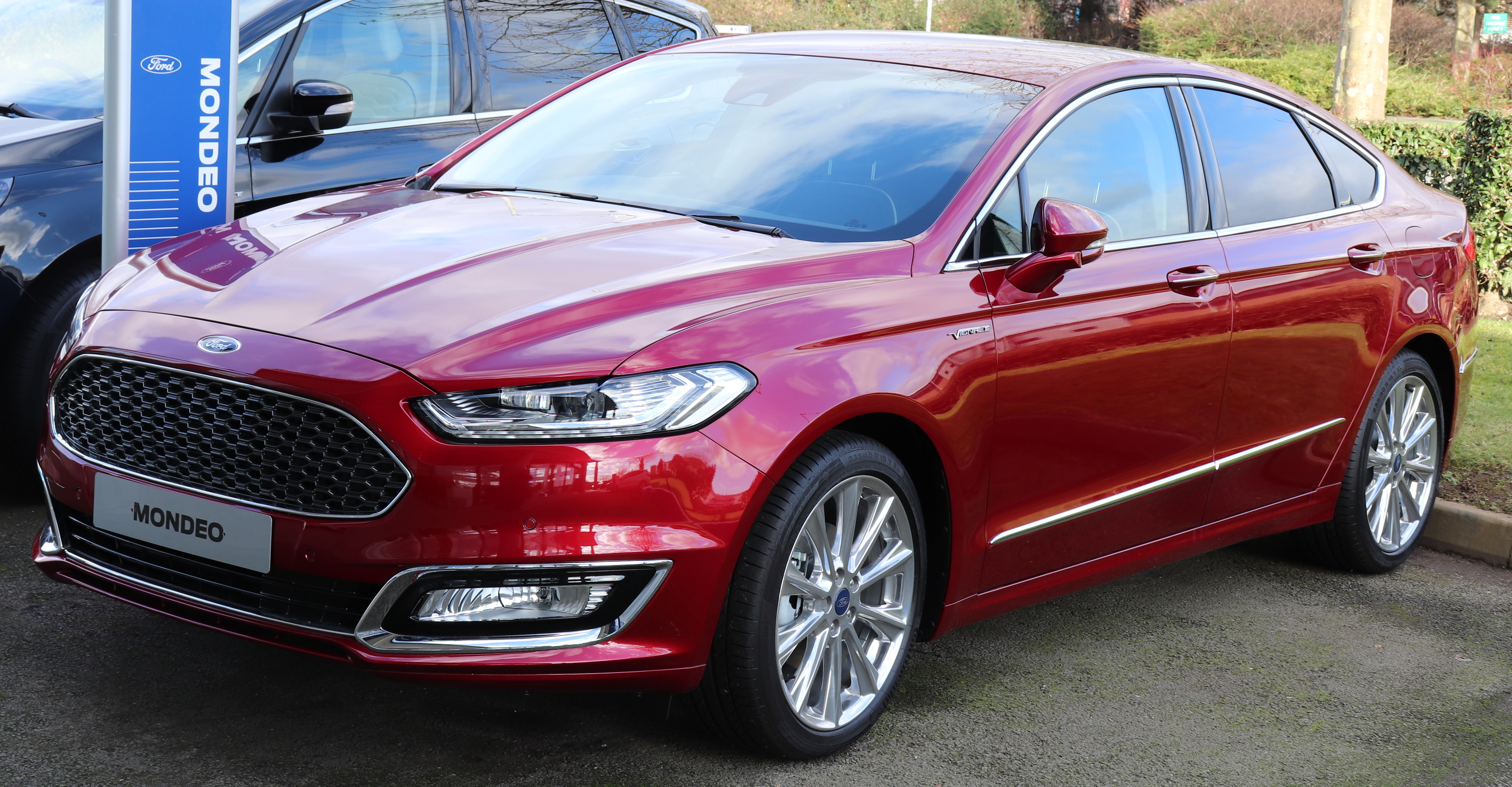
Ford Mondeo Vignale (2017 рік)